# Coppa del Generalissimo 1976 (hockey su pista)
La Coppa del Generalissimo 1976 è stata la 33ª edizione della principale coppa nazionale spagnola di hockey su pista. Il torneo ha avuto luogo dal 2 maggio al 17 giugno 1976.
Il trofeo è stato vinto dal Vilanova per la terza volta nella sua storia superando in finale il Voltregà. In quanto squadra vincitrice, il Vilanova ha ottenuto anche il diritto di partecipare alla Coppa delle Coppe.

## Risultati

### Ottavi di finale
Le gare di andata furono disputate il 2 maggio; le gare di ritorno furono disputate il 16 maggio 1976.
| Squadra 1  | Totale  | Squadra 2      | Andata | Ritorno |
| ---------- | ------- | -------------- | ------ | ------- |
| Barcellona | 15 - 5  | Noia           | 10 - 3 | 5 - 2   |
| Caldes     | n.d.    | Montemar       | n.d.   | n.d.    |
| CP Claret  | n.d.    | Vilanova       | n.d.   | n.d.    |
| Kiber      | 12 - 16 | Vic            | 9 - 6  | 3 - 10  |
| Sentmenat  | 8 - 6   | Cibeles        | 6 - 2  | 2 - 4   |
| Terrassa   | 8 - 10  | Arenys de Munt | 5 - 5  | 3 - 5   |
| Vendrell   | 5 - 9   | Reus Deportiu  | 2 - 2  | 3 - 7   |
| Voltregà   | 15 - 8  | Cerdanyola     | 11 - 2 | 4 - 6   |

### Quarti di finale
Le gare di andata furono disputate il 23 maggio; le gare di ritorno furono disputate il 27 maggio 1976.
| Squadra 1      | Totale  | Squadra 2     | Andata | Ritorno |
| -------------- | ------- | ------------- | ------ | ------- |
| Arenys de Munt | 17 - 10 | Caldes        | 9 - 5  | 8 - 5   |
| Barcellona     | 5 - 11  | Vilanova      | 4 - 5  | 1 - 6   |
| Sentmenat      | 7 - 12  | Reus Deportiu | 4 - 7  | 3 - 5   |
| Vic            | 10 - 18 | Voltregà      | 4 - 7  | 6 - 11  |

### Semifinali
Le gare di andata furono disputate il 5 giugno; le gare di ritorno furono disputate il 12 giugno 1976.
| Squadra 1      | Totale | Squadra 2 | Andata | Ritorno |
| -------------- | ------ | --------- | ------ | ------- |
| Arenys de Munt | 5 - 10 | Vilanova  | 3 - 6  | 2 - 4   |
| Reus Deportiu  | 5 - 7  | Voltregà  | 5 - 2  | 0 - 5   |

### Finale
| Alcoy 17 giugno 1976                   | Vilanova       | 5 – 5 (d.t.s.) | Voltregà |  |
| \| \| \| \| \| \| Shootout 3 – 2 \| \| |                |                |          |  |
|                                        |                |                |          |  |
|                                        | Shootout 3 – 2 |                |          |  |